# 内洛·戈韦尔纳托
内洛·戈韦尔纳托（義大利語：Nello Governato，1938年9月14日—2019年6月7日），意大利足球运动员，曾效力于都灵、科莫、拉齐奥、拉内罗西维琴察和萨沃纳。后在拉齐奥、博洛尼亚、尤文图斯和佛罗伦萨担任体育总监。